# Carlos Gironi y Cabra
Carlos Gironi y Cabra (1845-1866) fue un pintor español.

## Biografía
Nacido en Madrid en 1845, fue discípulo de la Academia de San Fernando, en cuyas clases superiores alcanzó diferentes premios. Se conocen de su mano las siguientes obras: La resurrección de la hija de Jairo, cuadro que hizo en la oposición para optar a la pensión de Roma en 1864; San Fernando y su esposa Doña Beatriz, admirados de las disposiciones y talento de su hijo D. Alfonso, llamado después el Rey Sabio, que figuró en la Exposición Nacional de Bellas Artes de 1862; La mujer de Putifar, que obtuvo mención honorífica en la de 1864; varios asuntos de devoción para una persona de su familia; algunos retratos de Isabel II para varios pueblos y ayuntamientos de la provincia de Madrid y un retrato a pluma de Angelica Kauffmann. Una enfermedad del pecho le llevó al sepulcro a la edad de veintiún años, el 15 de noviembre de 1866.

## Galería
| |
| San Fernando y su esposa doña Beatríz admirados de las disposiciones y talento de su hijo don Alfonso, colección privada. |